# Székudvar
Székudvar (románul Socodor) falu Romániában Arad megyében.
Kisjenőtől 6 km-re nyugatra fekszik. Neve szikes területen épített udvarházat jelöl.
1214-ben Soluhan néven említik először. 1332-ben említik plébániáját. Piacterén előkerültek középkori apátságának és temetőjének maradványai. A népes magyar falunak a 16. században vására és vámja is volt, területén több malom működött.
1910-ben 5534 lakosából 4545 román és 879 magyar volt. A trianoni békeszerződésig Arad vármegye Kisjenői járásához tartozott.

## Nemzetiségi megoszlás
1992-ben 2322 lakosából 2110 román, 162 magyar, 38 cigány és 10 német volt.

## Híres emberek
- Itt született 1836. február 25.-én Iosif Goldiș görögkeleti püspök, a Román Akadémia tagja.
- Itt született 1888. március 6-án Banner János ősrégész, néprajztudós, egyetemi tanár, a történelemtudományok doktora.
- Itt született 1919. április 25-én  Dr. Dászkál István nagyváradi latin szertartású ordinárius, apostoli protonotárius, nagyprépost - tudós római katolikus pap.

## Nevezetességei
A településtől nyugatra halad el a szarmaták által 324 és 337 között épített, az Alföldet körbekerülő Csörsz-árok vagy más néven Ördögárok nyomvonala.